# Andrea Maffei
Andrea Maffei (né le 19 avril 1798 à Molina di Ledro, dans la province autonome de Trente dans la région du Trentin-Haut-Adige dans le nord-est de l'Italie et mort à Milan le 27 novembre 1885) était un écrivain, poète et traducteur italien du XIXe siècle.

## Biographie

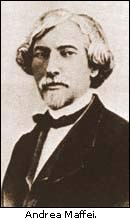
Andrea Maffei

Fin connaisseur de plusieurs langues étrangères, Andrea Maffei traduit en italien quelques-uns des chefs-d'œuvre de la littérature germanique et anglo-saxonne, comme Othello et La Tempête de Shakespeare, le Faust et de nombreuses autres œuvres de Goethe. Son admiration pour Vincenzo Monti se retrouve dans ses traductions du théâtre de Schiller ou des Idylles de Gessner. Dès l'âge de vingt ans, il traduisait les grands romantiques comme Lord Byron, Alphonse de Lamartine, Victor Hugo ou Heinrich Heine. Il n'est pas un traducteur scrupuleux mais cherche plutôt à adapter la pensée originale de l'auteur au public des lecteurs italiens. Il est considéré comme un diffuseur de la culture européenne en Italie, au travers notamment de son ouvrage le plus ambitieux, une anthologie des « Poètes anglais et français » en 1878, et « l'un des écrivains les plus élégants d'Italie », la limpidité de son style exerçant une influence notable auprès des lecteurs de la moyenne bourgeoisie de l'époque. Il n'est pas seulement traducteur, c'est également un poète et un romancier qui publie recueils et romans (« Poésies », « Roberto » en 1843). Il fut  aussi le librettiste pour Giuseppe Verdi de Macbeth, reprenant quelques-uns des vers de Francesco Maria Piave et des Masnadieri tirés de Schiller.
Le salon de son épouse, la comtesse Clara Maffei, est, à partir des années 1830, un important carrefour littéraire, point de rencontre de toute l'intelligensia milanaise et, à la veille des Cinque Giornate, le lieu des réunions anti-autrichiennes et patriotiques alors que Maffei sert dans l'administration impériale. Leur mésentente idéologique les amènera à se séparer le 15 juin 1846. Son attitude austrophile évolua cependant et Mary Jane Phillips-Matz note qu'« il se distingua lors de la révolte de 1848 ».